# Kärrgärdsmyg
Kärrgärdsmyg (Cistothorus palustris) är en tätting i familjen gärdsmygar md vid utbredning i USA, Kanada och Mexiko.

## Kännetecken

### Utseende
Kärrgärdsmygen är en liten (11,5–12,5 cm) och rätt mörk gärdsmyg med rostfärgade vingar och stjärt samt ett tydligt vitt ögonbrynsstreck. Hjässan är mörk och flankerna rostbruna. Västliga fåglar är något ljusare och individer ur populationen i kustnära South Carolina och Georgia är snarare gråaktiga.

### Läte
Sången beskrivs som en gurglande drill, "tek-tuk-t-jejejejejejejeje" och liknande, ofta inledd med ett nasalt "gran". Hos västliga fåglar är sången mer mekanisk. Locklätet är ett lågt och torrt "tek", rätt likt flyktlätet från flera trupialer.

## Utbredning och systematik
Kärrgärdsmyg delas in i 14 underarter i fem grupper, med följande utbredning:
- paludicola-gruppen
  - Cistothorus palustris browningi – kusten i sydvästra British Columbia till centrala Washington
  - Cistothorus palustris paludicola – sydvästra Washington och nordvästra Oregon
  - Cistothorus palustris aestuarinus – kustnära centrala Oregon till södra Kalifornien (Ventura County), Central Valley samt ökenvåtmarker i södra Kalifornien, södra Nevada och sydvästra Arizona
  - Cistothorus palustris clarkae – kustnära södra Kalifornien (Los Angeles County till San Diego County, inåt landet till västra Riverside County)
- plesius-gruppen
  - Cistothorus palustris pulverius – centrala British Columbia och Idaho till nordöstra östra Kalifornien (öster om Sierra Nevada till norra Inyo County) samt närliggande västra Nevada
  - Cistothorus palustris plesius – sydöstra Idaho till Colorado och New Mexico, övervintrar till centrala Mexiko
  - Cistothorus palustris laingi – västcentrala Kanada till Montana, övervintrar till södra Mexiko
- palustris-gruppen
  - Cistothorus palustris iliacus – sydcentrala Kanada till centrala USA, övervintrar vid i golfkusten
  - Cistothorus palustris dissaeptus– sydcentrala Kanada till nordcentrala och nordöstra USA, övervintrar till nordöstra Mexiko
  - Cistothorus palustris palustris – kustnära våtmarker från New England till Virginia
  - Cistothorus palustris waynei – kustnära våtmarker från södra Virginia till North Carolina
  - Cistothorus palustris marianae (inklusive thryophilus) – kustnära våtmarker från östligaste Texas till sydvästra Florida
- Cistothorus palustris griseus – kustnära våtmarker från nordöstra South Carolina till öst-centrala Florida
- Cistothorus palustris tolucensis – centrala Mexiko (Río Lerma till Hidalgo och västra Puebla)

Ofta urskiljs även underarten deserticola med utbredning i sydöstra Kalifornien.
Tillfälligt har kärrgärdsmygen påträffats på Bermuda, Grönland och Kuba.

## Levnadssätt
Kärrgärdsmygen är lokalt vanlig i våtmarker med kaveldun eller vass. Den för en tillbakadragen tillvaro och hörs oftare än ses.

## Status och hot
Arten har ett stort utbredningsområde och en stor population, och tros öka i antal. Utifrån dessa kriterier kategoriserar internationella naturvårdsunionen IUCN arten som livskraftig (LC).

## Bilder

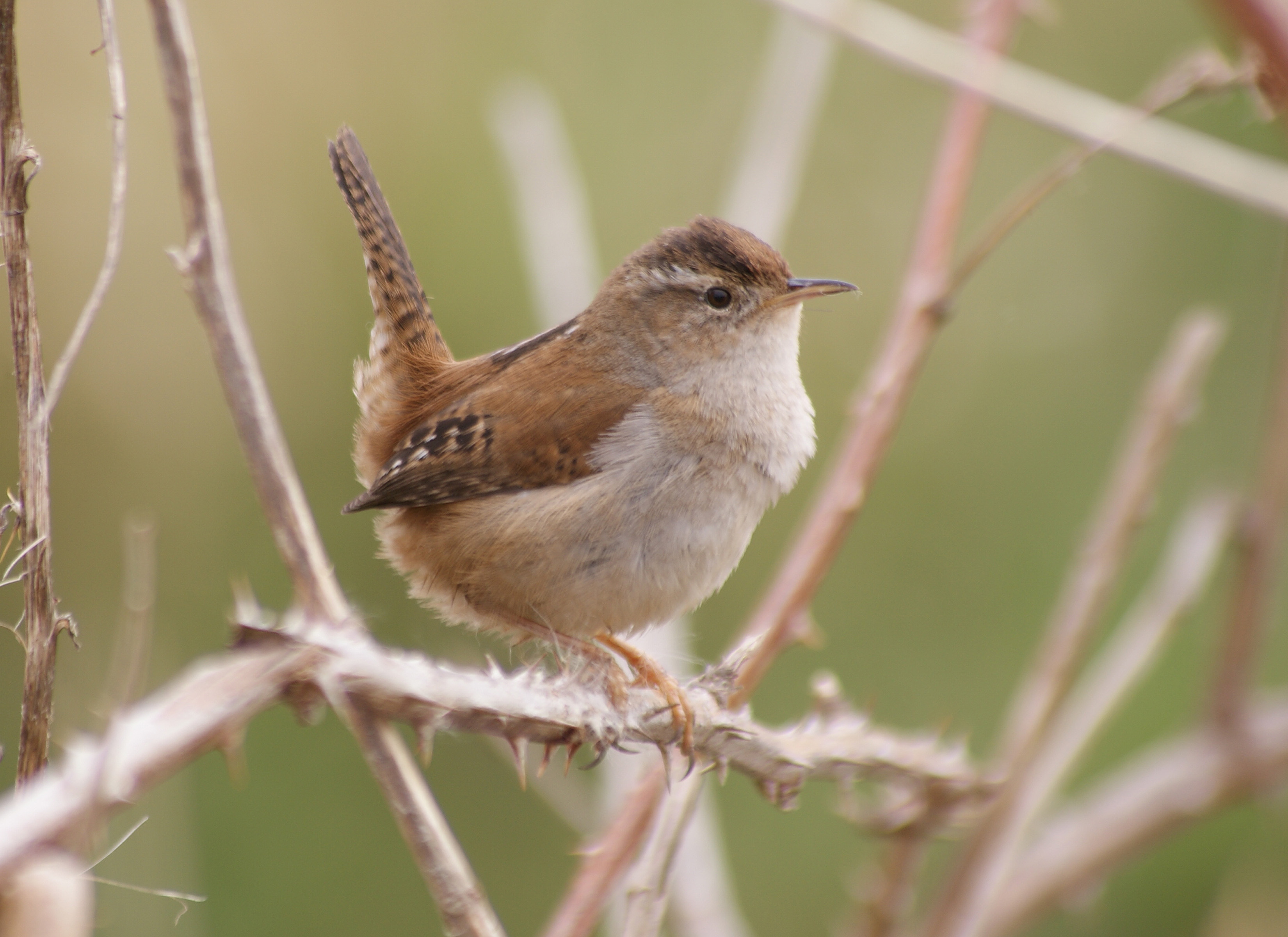
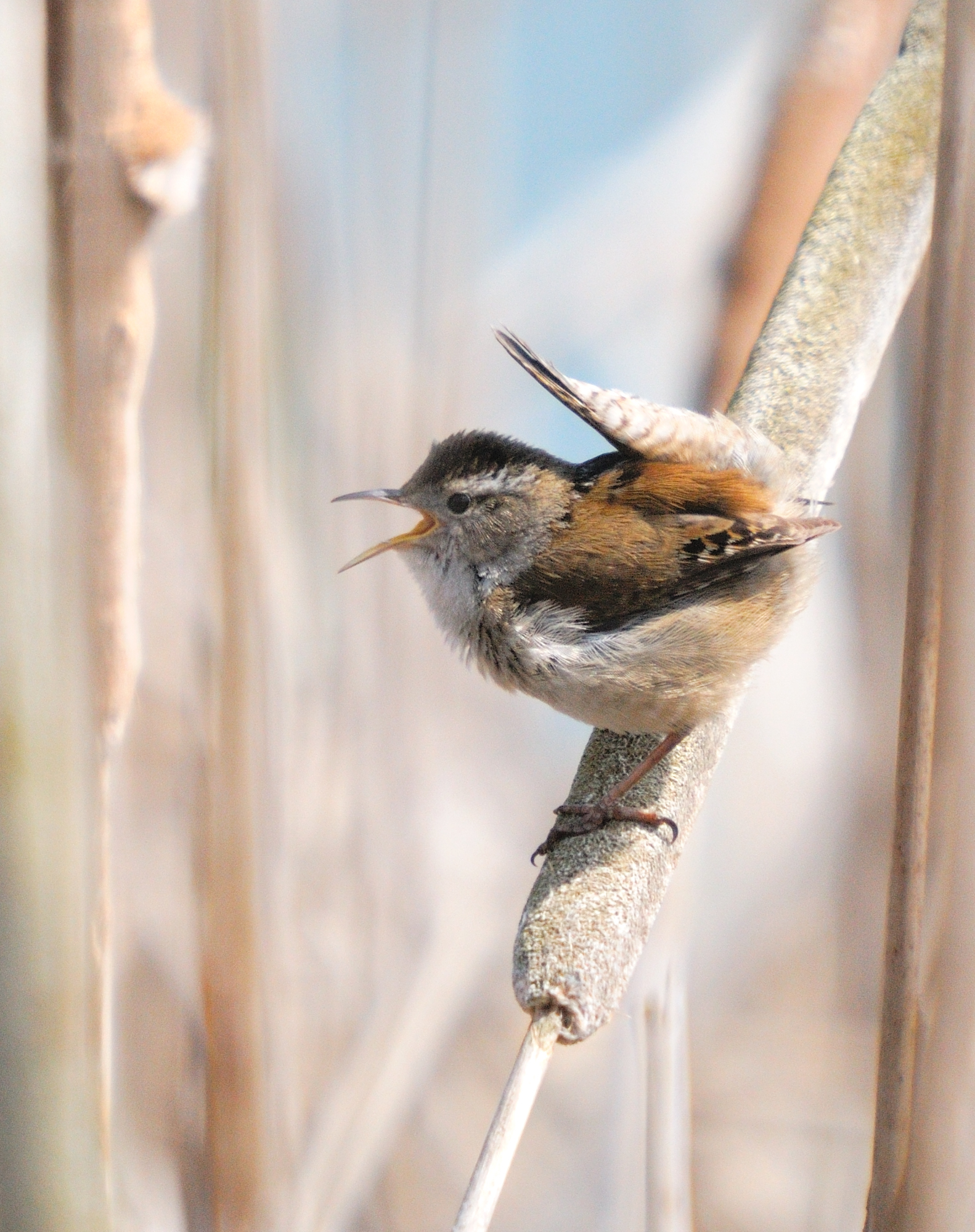
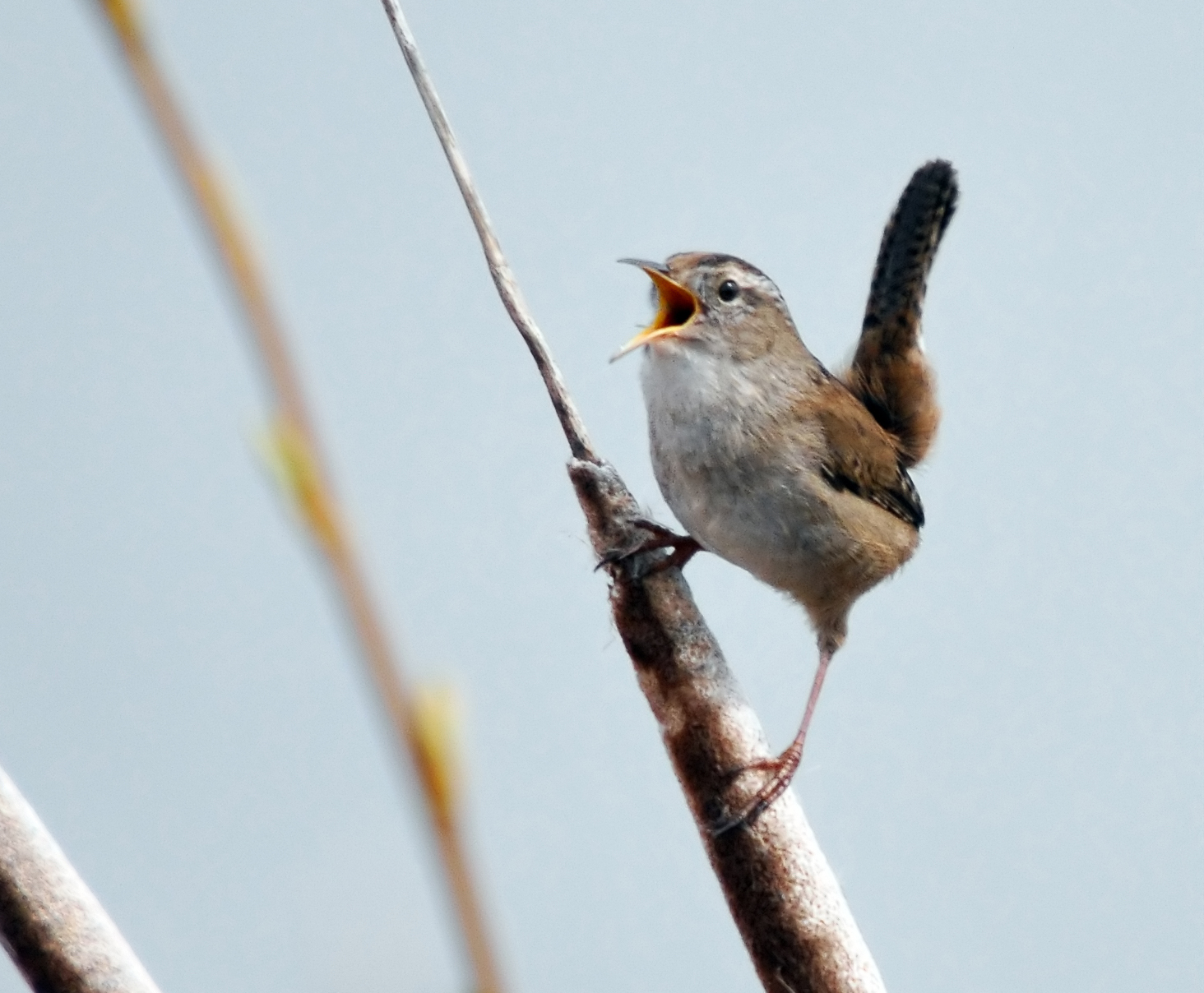